# Standard Industrial Classification
Standard Industrial Classification (SIC) ist ein Klassifikationsschema für unterschiedliche Industriezweige bzw. Branchen in den USA. Dieses Klassifikationsschema, welches seit den 1930er Jahren  existiert, fand in der nordamerikanischen Forschung häufige Verwendung, um branchenspezifische Untersuchungen durchzuführen. 
Der SIC wurde 1997 durch das von den USA, Kanada und Mexiko gemeinsam entwickelte, sechsstellige North American Industry Classification System (NAICS) ersetzt. Von einigen Behörden, wie der United States Securities and Exchange Commission (SEC), wird es weiter verwendet.

## Aufbau
Beim SIC werden jeder einzelnen Branche zwei-, drei- oder vierstellige numerische Codes zugeordnet. 
Ähnliche Branchen werden in sogenannten Hauptgruppen (Major Groups) zusammengefasst. Hauptgruppen werden wiederum zu zehn Divisionen aggregiert. Dies sind: 
- Division A: Landwirtschaft, Forstwirtschaft, Fischerei (Agriculture, Forestry, Fishing)
- Division B: Bergbau (Mining)
- Division C: Baugewerbe (Construction)
- Division D: Verarbeitendes Gewerbe (Manufacturing)
- Division E: Transport, Kommunikation, Energie, ... (Transportation, Communications, Electric, Gas and Sanitary Services)
- Division F: Großhandel (Wholesale Trade)
- Division G: Einzelhandel (Retail Trade)
- Division H: Finanz-, Versicherungs- und Immobilienwirtschaft (Finance, Insurance and Real Estate)
- Division I: Dienstleistungen (Services)
- Division J: Öffentliche Verwaltung (Public Administration)

Der SIC ist nicht identisch mit dem ISIC, dem Internationalen Klassifizierungssystem der UNO, das z. B. in einer Weiterentwicklung auch von der Europäischen Union benutzt wird. 